# توم هوارد (سياسي)
توم هوارد (بالإنجليزية: Thomas Patrick Howard)‏ هو رسام ونقابي وسياسي أسترالي وبريطاني (وحمل سابقاً جنسية المملكة المتحدة لبريطانيا العظمى وأيرلندا)، ولد في 13 مارس 1880 في أديلايد في أستراليا، وتوفي بنفس المكان في 9 يوليو 1949. حزبياً، نشط في حزب العمال الأسترالي (فرع جنوب أستراليا) ‏ وLang Labor Party (South Australia) ‏. وقد انتخب عضو مجلس النواب جنوب أستراليا من الجمعية عن دائرة Electoral district of Adelaide ‏ وقد انضم خلال فترته النيابية (8 أبريل 1933 – 18 مارس 1938)  للكتلة البرلمانية Lang Labor Party (South Australia) ‏.